# West Virginias flagga
West Virginias flagga antogs 1929. West Virginia, som tidigare ingick i Virginia, blev upptagen som en delstat 1863 under det amerikanska inbördeskriget.
Delstatens statsvapen från 1863 syns i mitten. Det vita står för renhet, och det blåa för unionen.